# مقاطعة غابالا
مقاطعة غابالا (بالأذرية: Qəbələ rayonu)‏ هي مقاطعة في أذربيجان، تقع في أذربيجان، وجمهورية أذربيجان الاشتراكية السوفيتية، بلغ عدد سكانها 106,660 نسمة وذلك حسب إحصائيات سنة 2019، عاصمتها قابالا، تبلغ مساحتها 1,548 كيلومتر مربع، رمزها البريدي هو 3600.